# Deportivo Vasco
El Club Deportivo Vasco (usualmente llamado Vasco) fue un club profesional de fútbol. El club ganó un título de Primera División de Venezuela en la era amateur. Tenía como sede la ciudad de Caracas y disputaba sus partidos en el Estadio Olímpico de la UCV.

## Palmarés
- Primera División Venezolana: 1

Campeón (1): 1954